# 久邇之宜
久邇 之宜（くに ゆきのぶ、1950年（昭和25年）1月6日 - 2021年（令和3年）2月15日）は、日本のピアニスト。

## 経歴
国立音楽大学ピアノ科卒業。近藤孝子、クロイツァー豊子に師事。伴奏法を小林道夫に師事。卒業後、畑中良輔の推薦で曽我栄子の全リヒャルト・シュトラウス演奏会でデビューし、朝日新聞、音楽の友等の誌上で賞賛された。二期会、NHK、東京室内歌劇場等で活動を開始。1979年（昭和54年）- 1981年（昭和56年）にウィーン国立音楽大学に留学し、作曲家ローベルト・ショルムに伴奏法・音楽解釈を学ぶ。現地で幾多の音楽会に出演、さらにはORF（オーストリア放送協会）の音楽番組にも出演。帰国後、第一線の多くの声楽家・合唱団のピアニストとして数多く共演し、厚い信頼を寄せられている。また、全日本合唱コンクールの審査員としても活躍の場を広げている。
2020年（令和2年）3月まで、東邦音楽大学、東邦音楽大学大学院特任教授及び東邦高等学校、東邦第二高等学校講師を歴任した。
2021年（令和3年）2月15日、藤沢市内の病院で死去。71歳没。

## 家族
- 父は久邇実栄[7]（久邇邦久養子）邦久は実栄の叔父にあたる。
- 祖母は三条西信子（香淳皇后の妹）

すなわち久邇之宜は今上天皇徳仁のはとこである。
- 大叔父（祖母信子の実弟）の東伏見慈洽もピアニストとして、1931年（昭和6年）姉・大谷智子が作詞・歌唱した『同朋の歌』（レコード番号・日本ポリドール1000）のピアノ演奏を担当[8]、翌1932年（昭和7年）近衛秀麿指揮の新交響楽団（NHK交響楽団の前身）とともにハイドンのピアノ協奏曲ニ長調（レコード番号・日本ポリドール1201-3）の録音演奏を行っている[9]。
- 大叔母の大谷智子の長女である大賀美都子の夫（すなわち義従叔父）は日本オペラ協会の創立者で総監督を長年務めた大賀寛[10]。

## 主なディスコグラフィー
- J.ブラームス ジプシーの歌/愛の歌 指揮：畑中良輔、ソプラノ：大島洋子・平松英子、アルト：菅有実子・永富啓子、テノール：藤川泰彰・星洋二、バス：志村文彦・堀野浩史、ピアノ：久邇之宜・谷池重紬子（2002年12月18日）ビクターエンタテインメント
- 『トスティ歌曲集』松本美和子 / 久邇之宜 CD 1988/12/16 ビクターエンタテインメント
- 『松本美和子紫綬褒章授賞記念特別企画 トスティ:歌曲集大成』松本美和子 / 久邇之宜ほか CD 2006/10/25 ビクターエンタテインメント
- 『トスティ歌曲集』松本美和子 / 久邇之宜ほか CD2枚組 2014/6/25 ビクターエンタテインメント
- 『トスティ歌曲集大成』松本美和子 / 久邇之宜ほか CD4枚組 1996/3/23 ビクターエンタテインメント
- 『愛する小鳥よ』－東方の歌姫、世界の名歌をうたう 雀岩光 / 久邇之宜 CD 1994/4/21 キングレコード
- 『茉莉花－中国のうた』雀岩光 / 久邇之宜ほか CD 1995/5/24 キングレコード
- 『うるわしき歌声 愛の夢』斉田正子 / 久邇之宜ほか CD 1989/2/1 EMIミュージックジャパン
- 日本の合唱音楽シリーズ 佐藤眞『旅』東京混声合唱団 / 久邇之宜ほか CD 2006/3/31 日本伝統文化振興財団
- 日本の合唱音楽シリーズ 三枝成彰『川よとわに美しく』松原混声合唱団 / 久邇之宜ほか CD 2006/3/31 日本伝統文化振興財団
- 日本の合唱音楽シリーズ 萩原英彦『白い木馬』東京混声合唱団 / 久邇之宜ほか CD 2006/3/31 日本伝統文化振興財団
- 日本の合唱音楽シリーズ 新実徳英『幼年連祷』法政大学アカデミー合唱団 / 久邇之宜ほか CD 2006/3/31 日本伝統文化振興財団
- 『ウェルナーの野ばら』ザ・スコラーズ / 久邇之宜 CD 1996/2/21 EMIミュージック・ジャパン
- 南弘明『月下の一群』早稲田大学グリークラブほか / 久邇之宜 CD 1989/8/2 EMIミュージックジャパン
- 三枝成彰『川よとわに美しく』北村協一 / 久邇之宜ほか CD 1989/8/2 EMIミュージックジャパン
- 合唱名曲コレクション3 福永陽一郎 / 久邇之宜ほか CD 1989/2/1 EMIミュージックジャパン
- 合唱名曲コレクション4 福永陽一郎 / 久邇之宜ほか CD 1989/2/1 EMIミュージックジャパン
- 合唱名曲コレクション5 浅井敬壹 / 久邇之宜ほか CD 1989/2/1 EMIミュージックジャパン
- 合唱名曲コレクション7 福永陽一郎 / 久邇之宜ほか CD 1989/2/1 EMIミュージックジャパン
- 合唱名曲コレクション8 福永陽一郎 / 久邇之宜 CD 1989/2/1 EMIミュージックジャパン
- 合唱名曲コレクション13 福永陽一郎 / 久邇之宜ほか CD 1989/5/3 EMIミュージックジャパン
- 合唱名曲コレクション14 福永陽一郎 / 久邇之宜ほか CD 1989/5/3 EMIミュージックジャパン
- 合唱名曲コレクション15 近藤安个 / 久邇之宜ほか CD 1989/5/3 EMIミュージックジャパン
- 合唱名曲コレクション18 北村協一 / 久邇之宜ほか CD 1989/5/3 EMIミュージックジャパン
- 合唱名曲コレクション19 北村協一 / 久邇之宜ほか CD 1989/5/3 EMIミュージックジャパン
- 合唱名曲コレクション20 北村協一 / 久邇之宜ほか CD 1989/5/3 EMIミュージックジャパン
- 女声合唱のための唱歌メドレー 北村協一 / 久邇之宜ほか CD 1992/3/25 EMIミュージックジャパン
- ベルコール20周年記念コンサート2006 鈴木峰男 / 久邇之宜 CD 2006/12/28 ケージェイプロダクション